# Paectes producta
Paectes producta är en fjärilsart som beskrevs av Walker 1855. Paectes producta ingår i släktet Paectes och familjen nattflyn. Inga underarter finns listade i Catalogue of Life.